# Tetla de la Solidaridad
Tetla de la Solidaridad è un comune del Messico, situato nello stato di Tlaxcala.